# Heerlijkheid Plesse

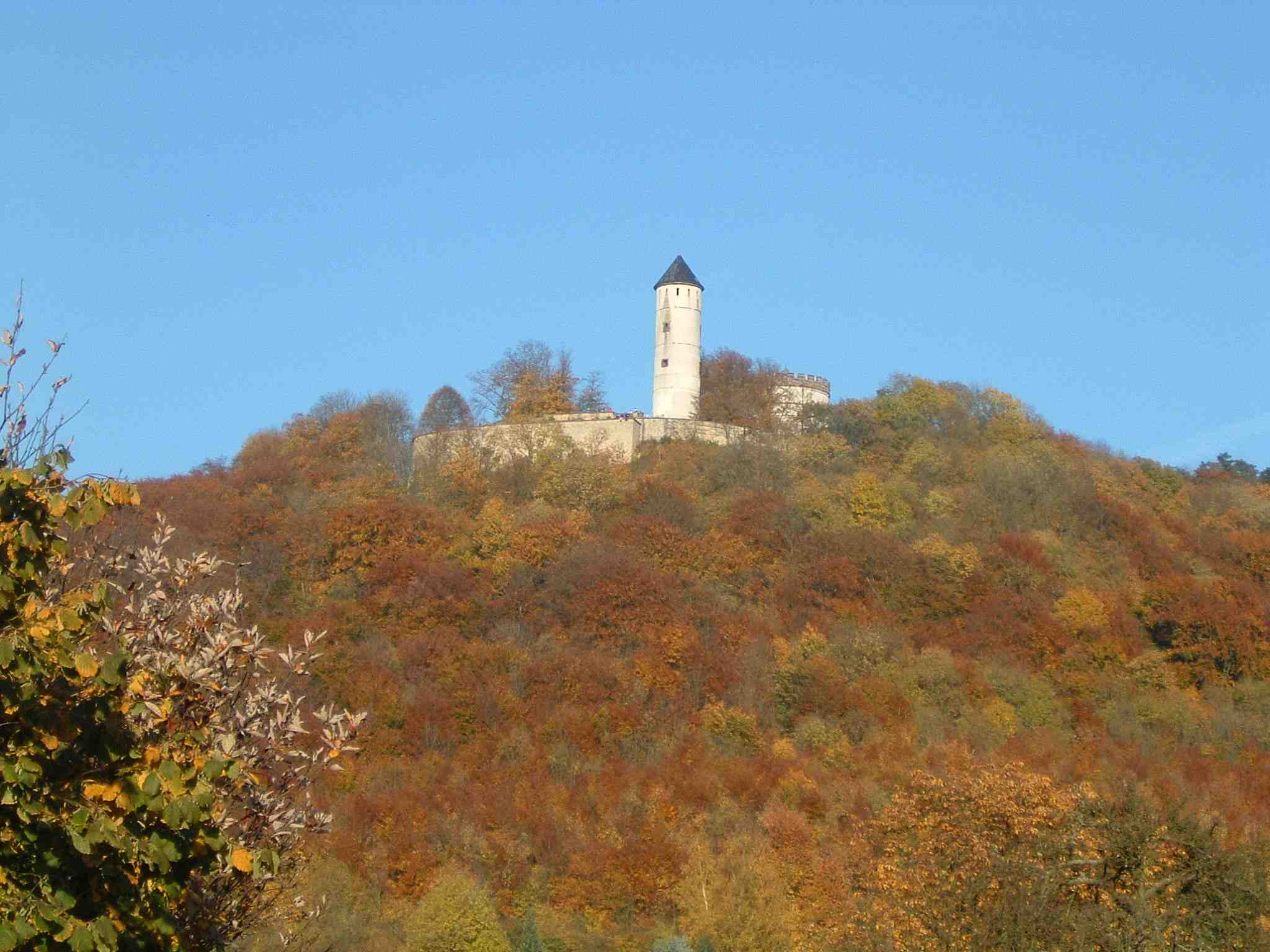
De burgruïne van Plesse

De heerlijkheid Plesse was een tot de Boven-Rijnse Kreits behorende heerlijkheid binnen het Heilige Roomse Rijk. Plesse is nu nog een burchtruïne in de gemeente Bovenden, 7 km ten noorden van Göttingen in Nedersaksen.
Voor de elfde eeuw werd boven het dal van de Leine een burcht gebouwd. In 1015 kwam de burcht vanuit het familiebezit van bisschop Meinwerk aan het prinsbisdom Paderborn. Stap voor stap ging de burcht vervolgens aan de familie van Plesse over, die een kleine heerlijkheid kon vormen. De heerlijkheid lag als een enclave binnen Brunswijk-Lüneburg en werd daardoor in de late Middeleeuwen zo in zijn bestaan bedreigd, dat de heren de bescherming zochten bij het landgraafschap Hessen. In 1446 droegen de heren hun bezit als leen op aan Hessen. Als gevolg hiervan viel de heerlijkheid na het uitsterven van de familie van Plesse in 1571 aan Hessen (later Hessen-Kassel). 
Ten gevolge van het Congres van Wenen werd de heerlijkheid in 1816 door Hessen-Kassel overgedragen aan het koninkrijk Hannover.
- Gemeinsame Normdatei: 4323749-6
- Library of Congress Control Number: sh2004004845
- Nationale Bibliotheek van Israël: 987007282486905171
- Virtual International Authority File: 248695814